# Mechforce
Der Name MechForce setzt sich zusammen aus den englischen Begriffen mechanic und force. Er steht für offizielle und lizenzierte Fanorganisationen des Spieles und Science-Fiction-Universums BattleTech und ist ein durch das deutsche Markenrecht geschützter Begriff.
BattleTech ist ein von FASA entwickeltes und 1984 eingeführtes Brettspiel über ein fiktives Universum im vierten Jahrtausend. Auf dem Erfolg von BattleTech basierend sind im Laufe der Jahre zahlreiche Produkte erschienen, die sich mit diesem Universum beschäftigen, sei es Romane, Computerspiele oder eine Fernsehserie.
Die MechForce-Organisationen wurden in diesem Zusammenhang als regionale Dachverbände von FASA in den frühen 1990er Jahren eingeführt, um die Aktivitäten der Spieler zu koordinieren, Markt- und Bedarfsanalysen zu erstellen und bei der Produktentwicklung mitwirken zu können.

## MechForce weltweit
In folgenden Ländern gab es je eine MechForce-Organisation:
- MechForce NA (North America)
- MechForce UK (United Kingdom)
- MechForce Germany (einzige noch existierende MechForce)
- MechForce Austria
- MechForce Switzerland
- MechForce Schweden
- MechForce Japan

Die MechForce NA hatte eine Sonderstellung inne, da sie für alle BattleTech-Spieler zuständig war, die keine regionale MechForce zur Verfügung hatten.

## Die vier wichtigen MechForces
Die folgenden drei MechForce-Organisationen sind diejenigen, die eine erhebliche Bedeutung innerhalb der weltweiten BattleTech-Fanszene hatten oder haben. Sie sind mit Abstand die mitgliederstärksten und aktivsten Vereinigungen gewesen und hatten alle drei sehr guten Kontakt zu FASA, in einem Fall war sie sogar Bestandteil dessen.

### MechForce Germany
MechForce Germany hat immer eine sehr eigenständige Rolle innerhalb des MechForce-Systems gespielt. In mehr als zehn Jahren gab es drei MechForces Germany, selbst wenn die Umstände nicht dafür geeignet waren, da immer ein Bedürfnis nach einer neuen bestand.
Die erste MechForce für den europäischen deutschsprachigen Raum wurde am 27. Mai 1993 auf der Gründungs-Convention als Mechforce Germany GbR (MFG GbR) gegründet. Sie war eine Gesellschaft bürgerlichen Rechts, die in Zusammenarbeit mit der Firma Fantasy Production GmbH für die deutschsprachigen Produkte zuständig war.
Offiziell nahm sie schon am 1. April 1993 ihre Funktion auf und wurde in den zwei Jahren bis Ende 1995 / Anfang 1996 mit über 2000 Mitgliedern eine große BattleTech-Organisation.
Gescheitert ist die erste MechForce an ihrem eigenen Erfolg. Die hohe Mitgliederzahl führte zu einer Überbelastung der Strukturen. Hinzu kam, dass eine rechtliche Konstruktion wie eine GbR eine Umstrukturierung in der Führungsspitze erheblich erschwert. Die Geschäftsführung der GbR konnte aufgrund der Rechtslage nicht mehr mit den Anforderungen an das Unternehmen "Mechforce" Schritt halten. Mit dem Entzug der Lizenz Ende 1995 endete das Wirken der MechForce Germany GbR. Auf Wunsch des Lizenzgebers wurde ein Verein als Lizenznehmer favorisiert.
Die zweite MechForce Germany war ein Verein. Die zweite MechForce Germany hatte von Anfang an das Problem, in Konkurrenz zu den diversen Nachfolgeorganisationen der MFG GbR zu stehen. Diese Konflikte wurden zum Teil sehr scharf geführt.
Die dritte und aktuelle MechForce Germany wurde noch Ende 1997 als Verein gegründet. Diese rein von Fans für Fans gegründete Organisation entwickelte nie die Bedeutung, wie sie die erste MechForce Germany innehatte. Jedoch war ihre zeitweilige Größe von 350 bis 400 Mitgliedern schon beeindruckend; und die Tatsache, dass sie die älteste MechForce Germany und zudem die letzte MechForce überhaupt ist, zeugt von ihrer inneren Stärke. Ein Bestandteil dessen ist die Bereitschaft ihrer Mitglieder, sich für Funktionen im Verein bereitzustellen. Mit dem heutigen Nice Dice e.V. findet man einen Nachfolger der ersten MechForce. Der aufkommende Computerspielboom mit dem einsetzenden Spielkartenhype bedeuteten dann auch der Anfang vom Ende.

### MechForce Switzerland
Die MechForce Switzerland war eine kleine Organisation, hatte aber eine Besonderheit. War sie doch die einzige MechForce, die drei Lizenzen von der FASA besass, je eine für die Schweiz, Australien und die Beneluxstaaten. Weshalb die FASA auf die Idee kam, dass ausgerechnet die MechForce Switzerland die Lizenz für Australien bekommen sollte, lässt sich wohl nur so erklären: Die FASA als amerikanisches Unternehmen verwechselte wohl Österreich (Austria) mit Australien (Australia).
Zudem organisierte MechForce Switzerland an der St. Galler Spielemesse eine inoffizielle Europameisterschaft. In jedem Jahr zwischen 1993 und 1996 war die MechForce dort vertreten und organisierte diverse Events. Spieler vor allem aus dem deutschsprachigen Raume reisten an und gaben der Spielemesse so einen besonderen Battletech Touch.
Die MechForce Switzerland war immer ein Verein, bis ca. 2000 die letzten Aktiven den Verein schlossen.

### MechForce NA
Die MechForce NA war die erste Organisation.
In ihrer Funktion als internationale Anlaufstelle für Fans stellte sie auch den Maßstab dar, an dem sich alle anderen MechForces und andere Fanorganisationen messen sollten. Hier wurden die weltweit gültigen Turnierregeln entwickelt und veröffentlicht und in den USA fanden die durch die MechForce ausgerichteten Weltmeisterschaften statt.
Zusammen mit FASAs immer schlechter werdenden Absatzzahlen in dem Bereich Battletech und dem wiederholten Verlust der Mitglieder führte dieses zu immer geringeren Mitgliederzahlen. Um 1999 und 2000 war es so weit, dass MechForce NA seine Arbeit faktisch komplett einstellte. Das Ende von FASA Anfang 2001 führte auch zum endgültigen Ende von MechForce NA.

### MechForce UK
Die MechForce UK hatte wohl die eigentümlichste Rolle innerhalb der drei Großen. Sie war immer die kleinste Organisation und lebte rund ein Jahrzehnt von der Arbeit weniger Mitglieder.
Die MechForce UK war kein Bestandteil von FASA, sondern eine durch ein paar Fans geleitete und geführte Organisation, die ein alternatives Angebot zur NA bereitstellte.
Neben der Ausrichtung von Turnieren und dem sogenannten Ranking deckte die MechForce UK mit zahlreichen Produkten den Bedarf der ungewöhnlichen und eigensinnigen Spielergänzungen. Die Kreativität, nach denen die Mitglieder der MechForce UK eigene BattleMechs konstruierten und neue Regeln für Waffen und andere Ausrüstungen entwarfen, ist heute noch legendär und hat bei vielen BattleTech-Spielern weltweit für Aufsehen gesorgt.
Die Designs waren wegen ihres ausgefallenen Geschmacks für viele Fans einen Blick wert, und so konnte sich die UK als die MechForce mit den meisten eigenen Produkten rühmen.
Das Problem der MechForce UK lag in ihrer geringen Personalstärke. Bis zum Schluss wurde die Arbeit von wenigen Personen übernommen, die diese seit Start der MechForce bis zu ihrem Ende durchführten.
Mit dem Austritt des letzten Aktiven aus gesundheitlichen Gründen endete am 31. August 2001 auch diese MechForce.
Die MechForce Germany (MFG), als letzte ihrer Art, hat sich der Förderung des BattleTech-Universums, insbesondere des Brettspieles, verschrieben. Dies wird erreicht (unter anderem) durch eine Homepage, eine Vereinszeitschrift, die Ausrichtung von Turnieren und Szenarien auf Veranstaltungen, Führen eines Rankings, Chaptersystem, MechWarrior-Konzept und vielem anderen.
Seit Anfang 2014 ist eine echte Trendwende für den Verein zu verzeichnen. Nach jahrelangem "Schneewittchenschlaf" des Vereins sind mit der Wahl eines neuen Vorstands und der damit einhergehenden umfassenden Reformierung der Vereinsregelwerke und -strukturen die Mitgliederanzahl und deren Aktivitäten seit 2014 kontinuierlich angestiegen.
Ein weiteres Indiz für die starke Nachfrage ist die seit 2014 sprunghaft angestiegene Zahl der Chapterfights, also der Wertungsspiele in der vereinseigenen "Liga" und die zahlreiche Neubildung von Chaptern, also wertungsfähige Spielervereinigungen.
Kleiner Exkurs: Nach dem Entzug der deutschen Battletech-Lizenz in den Wirren um die Insolvenz von FASA (USA) wurde 2011 die deutsche Lizenz für Battletech-Produkte an Ulisses Spiele neu vergeben. Zur Freude der aktiven Battletech-Szene wurde die Einsteigerbox (Introductory Box) übersetzt und auf Deutsch verlegt und verkauft.
Im April 2023 verlor Ulisses die Battletech Lizenz für Deutschland ein Nachfolger steht noch nicht fest. Trotz alledem ist Battlech gefragter denn je, was überwiegend am Kickstarter Clan Invasion und Mercenaries liegt. Nicht zuletzt dürfte aber auch die Aktivität der MechForce Germany zumindest hier in Deutschland daran einen Anteil haben. Unter anderem richtet die derzeitige Mechforce Germany schon seit mehreren Jahren die Deutsche Battletech Meisterschaft (DBTM) mit aus. 2019 und 2025 gilt dies im Übrigen auch für die Europäische Battletech Meisterschaft (engl. European Battletech Championship (EBTC)) - beide Events, DBTM und EBTC, werden mittlerweile von der MFG alleinverantwortlich ausgerichtet.
Außerdem wird die MechForce Germany auf der Spiel in Essen 2024 vertreten sein, genauso, wie sie es 2022 und 2023 war. Die Kosten hierfür trägt der Verein und zu einem nicht geringen Teil auch die bei der Messe teilnehmenden Mitglieder.